# Rubus coreanus
Espèce
Rubus coreanus (ou ronce coréenne , coréen : 복분자딸기 ; hanja : 覆盆子딸기) est une espèce de plantes à fleurs de la famille des Rosaceae. C'est un framboisier natif de la Corée, du Japon et de la Chine. 
Elle se nomme aussi « framboise noire », et on commercialise un « jus de framboise noire » en Corée. Ce fruit est riche en polyphénols, et est connu pour exercer des activités anti-inflammatoires, antibactériennes et antivirales.

## Liste des variétés
Selon GBIF (7 novembre 2023) :
- Rubus coreanus var. concolor Nakai ex J.Y.Yang
- Rubus coreanus var. coreanus Miq.
- Rubus coreanus var. tomentosus Cardot

## Classification
Le nom correct complet (avec auteur) de ce taxon est Rubus coreanus Miq.,.
Rubus coreanus a pour synonymes :
- Rubus coreanus f. inermis M.Kim
- Rubus coreanus f. viridicaulis M.Kim
- Rubus coreanus var. kouytchensis (H.Lév.) H.Lév.
- Rubus coreanus var. nakaianus H.Lév.
- Rubus hoatiensis H.Lév.
- Rubus nakaianus H.Lév.
- Rubus pseudosaxatilis var. kouytchensis H.Lév.
- Rubus pseudosaxatilis H.Lév.
- Rubus quelpaertensis H.Lév.
- Rubus schizostylus H.Lév.
- Rubus tokkura Siebold

## Publication originale
- (la) F. A. Guil. Miquel, « Prolusio Florae iaponicae », Annales Musei Botanici Lugduno-Batavi, Amsterdam, vol. 3, no 2,‎ 1867, p. 1-66 (lire en ligne, consulté le 7 novembre 2023).